# Leandro Lessa Azevedo
Leandro Lessa Azevedo (Ribeirão Preto, Brasil, 13 de agosto de 1980), o simplemente Leandro, es un exfutbolista brasileño que jugaba de delantero centro o extremo por las bandas.

## Clubes
| Club                     | País   | Año       |
| ------------------------ | ------ | --------- |
| Botafogo-RB              | Brasil | 1999-2000 |
| Corinthians              | Brasil | 2001-2003 |
| Lokomotiv Moscú          | Rusia  | 2003-2004 |
| Goiás                    | Brasil | 2004      |
| Fluminense               | Brasil | 2005      |
| São Paulo                | Brasil | 2006-2007 |
| Tokyo Verdy              | Japón  | 2008-2009 |
| Grêmio                   | Brasil | 2010-2012 |
| → Vasco da Gama (cedido) | Brasil | 2011      |
| → Comercial (cedido)     | Brasil | 2012      |
| Fortaleza                | Brasil | 2013      |
| Botafogo-RB              | Brasil | 2013-2014 |
| Catanduvense             | Brasil | 2015      |

## Palmarés

### Campeonatos nacionales
| Título                | Club            | País   | Año  |
| --------------------- | --------------- | ------ | ---- |
| Copa de Brasil        | Corinthians     | Brasil | 2002 |
| Liga Premier de Rusia | Lokomotiv Moscú | Rusia  | 2004 |
| Campeonato Carioca    | Fluminense      | Brasil | 2005 |
| Brasileirão           | São Paulo       | Brasil | 2006 |
| Brasileirão           | São Paulo       | Brasil | 2007 |
| Copa de Brasil        | Vasco da Gama   | Brasil | 2011 |